# Bursztynka Pfeiffera
Bursztynka Pfeiffera (Oxyloma elegans) – gatunek ciemno ubarwionego ślimaka lądowego z rodziny bursztynkowatych (Succineidae).

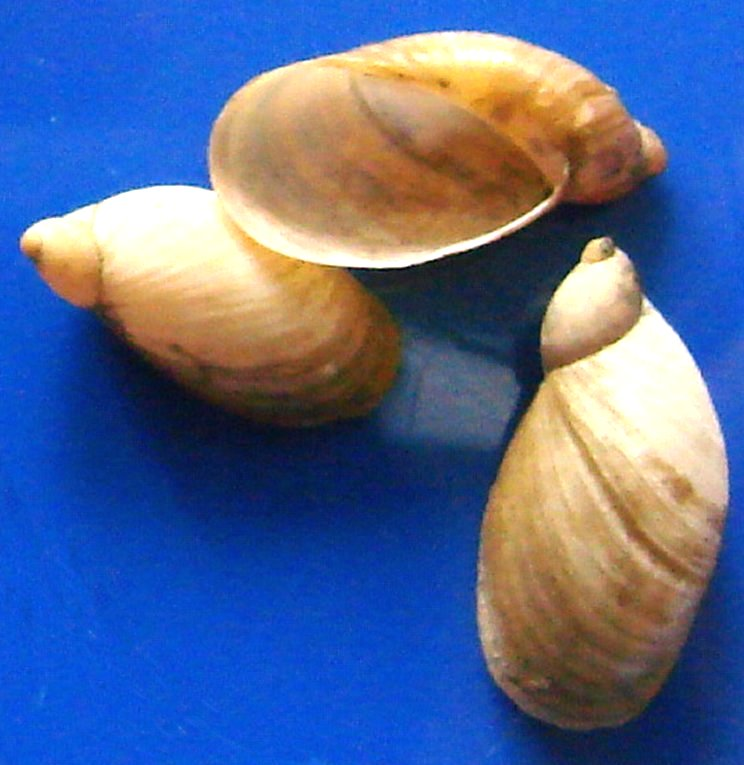
Muszle

Muszla barwy bursztynowej lub ciemnopomarańczowej, skrętów 2,5 do 3, ostatni nierozdęty. Otwór wąsko jajowaty zajmujący 2/3 całej muszli. Na powierzchni zwykle wyraźnie zaznaczają się jaśniejsze i ciemniejsze pierścienie przyrostu, przez co muszla mniej przezroczysta i ciemniejsza. Wysokość 16–20 mm, szerokość 8–9 mm.
Bursztynka Pfeiffera występuje w prawie całej Europie, także w północno-zachodniej Afryce, północnej Azji oraz Turcji. W Polsce nie występuje tylko w wyższych partiach gór.
Żyje na liściach roślin w terenie zalewowym, w pobliżu rzek i zbiorników wodnych.
Oxyloma elegans jest jedynym gatunkiem żywicielskim pasożytniczej muchówki Angioneura cyrtoneurina z rodziny plujkowatych. Larwy tego owada rozwijają się w ciałach ślimaków, a po ich opuszczeniu przepoczwarczają się w glebie. Mogą atakować do 40% populacji żywiciela i dawać kilka pokoleń w jednym sezonie. Zasięg tej muchówki jest ograniczony do Europy, w Polsce została odłowiona tylko raz w 1996 roku w Biebrzańskim Parku Narodowym (jeden osobnik).